# Салина
Салина е вторият по големина от седемте Еолийски острова, след Липари, с обща площ от 27 km². Островът е образуван от 6 неактивни вулкана, два от които, най-младият и най-високият се наричат Fossa delle Felci (962 m) и Monte dei Porri (860 m).
Това е най-плодородният от Еолийските острови и гроздето, отглеждано там, се използва за направата на прочутото вино Малвазия, наричано и Малмси. Местният сорт се нарича Malvasia delle Lipari.